# IPhone 16e
L'iPhone 16e és un telèfon intel·ligent desenvolupat i comercialitzat per Apple Inc. com a part de la seva sèrie d'iPhone. Forma part de la línia d'iPhone de divuitena generació, juntament amb l'iPhone 16, l'iPhone 16 Plus i els models Pro iPhone 16 Pro i iPhone 16 Pro Max. Anunciat com a model assequible el 19 de febrer de 2025, es va llançar amb un preu inicial de 599 dòlars EUA, que és 170 dòlars més que el seu predecessor, la tercera generació de l'iPhone SE.
L'iPhone 16e és el primer iPhone de nivell d'entrada que inclou una pantalla de punta a punta, Face ID i un port USB-C en lloc de Lightning. Comparteix dimensions i disseny frontal amb l'iPhone 13 del 2021, l'iPhone 13 Pro i l'iPhone 14 del 2022.
Impulsat pel SoC A18 (amb 4 nuclis de GPU en lloc de 5, a diferència de l'iPhone 16 normal), inclou un botó d'acció que substitueix l'interruptor de silenci, una única càmera Fusion de 48MP (opcions de zoom òptic que inclouen 1x i 2x), un mòdem mòbil Apple C1 personalitzat i és compatible amb Apple Intelligence.
En comparació amb l'iPhone 16 i l'iPhone 16 Pro estàndard, l'iPhone 16e omet funcions com ara el control de la càmera, una càmera ultra ampla, una banda ultraampla de segona generació i suport per a la càrrega Qi2 i MagSafe. Conserva l'osca de l'iPhone 14 en lloc de l'illa dinàmica i es posiciona de manera similar a l'iPhone 5c d'entrada juntament amb els models posteriors d'iPhone SE que es van llançar juntament amb l'iPhone 5s amb menys funcions.
Després de l'anunci de l'iPhone 16e, l'iPhone 14, l'iPhone 14 Plus i l'iPhone SE (3a generació) es van suspendre, completant la transició de Lightning a USB-C en tots els models d'iPhone.

## Història
Originalment es rumorejava que el successor de l'iPhone SE (3a generació) s'anomenaria iPhone SE 4 i més tard iPhone 16e.
El 19 de febrer de 2025, Apple va anunciar el successor de l'iPhone SE de tercera generació anomenat "iPhone 16e", el que significa que l'iPhone 16e podria servir com a model d'entrada de la sèrie iPhone 16.
L'iPhone 16e es va anunciar oficialment el 19 de febrer de 2025.
Apple va començar a rebre comandes anticipades el 21 de febrer de 2025, amb la disponibilitat general a partir del 28 de febrer de 2025.